# César Baena
César Renato Baena, plus couramment appelé César Baena, né le 13 janvier 1961 à Caracas au Venezuela, est un footballeur international vénézuélien.

## Biographie

### Équipe nationale
César Baena est convoqué pour la première fois en sélection en 1983. 
Il dispute trois Copa América : en 1987, 1989 et 1997. Il joue également 8 matchs comptant pour les éliminatoires de la coupe du monde, lors des éditions 1986 et 1990.
Au total il compte 21 sélections en équipe du Venezuela entre 1983 et 1997.

## Palmarès
- Avec le Caracas FC
  - Champion du Venezuela en 1992, 1994, 1997 et 2001
  - Vainqueur de la Coupe du Venezuela en 1988, 1994, 1995 et 2001